# 古滕科山脈
71°40′S 64°45′W / 71.667°S 64.750°W
古滕科山脈（英語：Gutenko Mountains）是南極洲的山脈，位於帕爾默地中部，處於戴耶高原南端，在1947年由美國探險隊發現，根據美國地質調查局的測量被繪入地圖。该功能包括Elliott Hills，Rathbone Hills，Guthridge Nunataks和Blanchard Nunataks。 1947年11月21日和12月23日期间，由Ronne南极研究考察队在空中看到这些山脉，并被命名为美国海军Sigmund Gutenko，首席佣兵管理人员。 1974年美国地质调查局详细绘制了山脉。